# 薛文周
薛文周（1586年—1634年），字道映，别號晴嵐，陕西西安府安定縣軍籍。

## 生平
萬曆丙戌（1586年）九月二十四日生。七歲能屬文。萬曆三十七年（1609年）己酉科陕西鄉試第六十四名舉人，四十四年（1616年）丙辰科三甲六十二名進士，吏部觀政，授山东潍县知县，四十六年調掖县，同年本省同考，为官清廉，以俸禄接济贫民，天啓二年行取考选，擢为吏科给事中。神宗以“天下廉吏第一”赐御宴彰示，诏百官以薛文周为典范。不久养病。崇祯七年（1634年），他返里归葬父母，途中卒于永宁州（今山西离石县），视其行囊，只奏議數卷，俸金十两，别无长物。

## 家族
曾祖薛原之。祖父薛应丹。父薛一化，廪生。

## 引用
1. ↑  《萬曆四十四年丙辰科進士序齒録》：薛文周，晴岚，易二房，丙戌九月二十四日生。安定县人，己酉六十四，会二百七十二，三甲六十二名。吏部政，授潍县知县，戊午調掖县，戊午本省同考，壬戌行取考选，授吏科給事中，养病。
2. ↑  《彝论法戒·廉洁类》载：“薛文周，陕西延安安定人，矢志淡泊……天下廉吏第一。”